# Iván Moro
Iván Moro Fernández (* 25. Dezember 1974 in Madrid) ist ein ehemaliger spanischer Wasserballspieler.

## Karriere
Moro begann seine Karriere beim Club Natación Ondarreta Alcorcón gemeinsam mit seinen Brüdern Daniel und Óscar. Im Jahr 1993 wechselte er zum CN Barcelona. Mit diesem Verein war er zunächst national erfolgreich, bevor das Team 1995 die LEN-Trophy gewann. Von 1996 bis 2001 spielte er für den Real Canoe NC. Seine vorletzte Station auf nationaler Ebene begann er 2001 beim CN Atlètic-Barceloneta, bevor er 2005 zu seinem Heimatverein Club Natación Ondarreta Alcorcón zurückkehrte.
Während seiner Karriere gewann er fünf spanische Meisterschaften in den Jahren 1995, 1996, 1999, 2000 und 2003 sowie zwei spanische Pokalsiege in den Jahren 1995 und 1996. Im Jahr 2002 sicherte er sich außerdem den spanischen Supercup.
Sein erstes erfolgreiches Turnier mit der spanischen Nationalmannschaft bestritt er bei den Olympischen Spielen 1996 in Atlanta, bei denen das Team die Goldmedaille gewann. 1997 folgte eine Bronzemedaille bei den Mittelmeerspielen in Bari. Auch bei Weltmeisterschaften war er äußerst erfolgreich. Sowohl 1998 in Perth als auch 2001 in Fukuoka wurde die spanische Mannschaft Weltmeister.
Darüber hinaus nahm er an zwei weiteren Olympischen Spielen teil. Im Jahr 2000 in Sydney belegte das Team den vierten Platz, 2004 in Athen erreichte es Rang sechs.
Nach dem Ende seiner aktiven Laufbahn engagierte er sich weiterhin für den Wasserballsport in Spanien, unter anderem in Sportzentren und Athletenvertretungen. Im Jahr 2011 wurde ihm für seine Verdienste um den spanischen Sport der Real Orden del Mérito Deportivo in Gold verliehen.